# Dorogi FC
Dorogi FC – węgierski klub piłkarski z siedzibą w mieście Dorog. Obecnie klub uczestniczy w rozgrywkach Nemzeti Bajnokság III.

## Historia

### Chronologia nazw
- 1914: Dorogi Atlétikai és Futball Club
- 1922: Dorogi Atlétikai Club (AC)
- 1949: Dorogi Tárna
- 1950: Dorogi Bányász SK
- 1955: Dorogi Atlétikai Club (AC)
- 1957: Dorogi Bányász Sport Club (SC)
- 1967: Dorogi Atlétikai Club (AC)
- 1983: Dorogi Bányász Sport Club (SC)
- 1995: Dorogi Sport Egyesület
- 1997: FC Dorog
- 1998: Dorogi Futball Club

### Powstanie klubu
Klub powstał w marcu 1914 roku jako Dorogi Atlétikai és Futball Club.

### Okres powojenny
Pierwszy awans do Nemzeti Bajnokság I uzyskał w 1945 roku, grając pod nazwą Dorogi AC. W debiutanckim sezonie 1945/1946 zajął 9. miejsce w grupie zachodniej pierwszego etapu rozgrywek ligowych i 12. miejsce w drugiej części rozgrywek. W sezonie 1946/1947 zespół zajął 13. miejsce w lidze i spadł do drugiej ligi. Powrót do pierwszej ligi nastąpił w sezonie W sezonie 1949/1950. Najlepszy swój wynik w lidze klub osiągnął w sezonie 1962/1963, gdy zajął 4. miejsce. W sezonie 1966, jako Dorogi Bányász zespół zajął ostatnie miejsce i ponownie spadł do drugiej ligi. Od tego momentu klub do pierwszej ligi awansował tylko dwukrotnie - w sezonach 1973/1974 i 1976/1977 - po jednym sezonie spadając znów do drugiej ligi. Obecnie klub gra w Nemzeti Bajnokság II.

## Osiągnięcia
- 4. miejsce w lidze: 1962/63
- W lidze (23 sezony na 109) : 1945/46-1946/47, 1949/50-1966, 1973/74, 1976/77
- Finalista Pucharu Węgier: 1951/52